# Hydrocotyle chamaemorus
Hydrocotyle chamaemorus är en växtart i släktet Hydrocotyle och familjen araliaväxter.
Arten är en perenn ört som förekommer i Chile och södra Argentina samt på Falklandsöarna. Den beskrevs av Adelbert von Chamisso och Diederich Franz Leonhard von Schlechtendal 1826.